# Sergentomyia majungaensis
Sergentomyia majungaensis är en tvåvingeart som beskrevs av Depaquit, Leger och Robert 2007. Sergentomyia majungaensis ingår i släktet Sergentomyia och familjen fjärilsmyggor.
Artens utbredningsområde är Madagaskar. Inga underarter finns listade i Catalogue of Life.